# Actinocephalus ithyphyllus
Actinocephalus ithyphyllus là một loài thực vật có hoa trong họ Cỏ dùi trống. Loài này được (Mart.) Sano mô tả khoa học đầu tiên năm 2004.